# G.I.ジャイヴ
「G.I.ジャイヴ」 (G.I. Jive) は、ジョニー・マーサーが書き、最初に演奏した1944年の楽曲。日本語における表記は、表記の揺れから「G.I.ジャイブ」となったり、ピリオドを省いた「GIジャイヴ」、「GIジャイブ」となることもある。G.I.はアメリカ軍兵士のことで、ジャイヴはジャズのスタイルのひとつである。

## 第二次世界大戦中のヒット
このシングルは、1944年に、ふたつの異なる縁者によるバージョンがそれぞれヒットした。まず、ジョニー・マーサー盤が、当時ハーレム・ヒット・パレード (Harlem Hit Parade) と呼ばれていたビルボードの黒人音楽チャート（Hot R&B/Hip-Hop Songsの前身）で1週間首位に立ち、ポップ・チャートでも最高13位まで上昇した。3か月後、ルイ・ジョーダン盤の「G.I.ジャイヴ」が、ハーレム・ヒット・パレードと ポップ・チャートの双方で首位に立った 。ジョーダン盤のB面に入っていた「Is You Is or Is You Ain't My Baby」もまた人気が出た。
この曲は、第二次世界大戦中の兵士の生活を取り上げた楽曲として、最大のヒットとなった。

## 後年
「G.I.ジャイヴ」は、1999年のミュージカル『スウィング! (Swing!)』に取り上げられた。
ディアナ・マーティン (Deana Martin) は、2013年のアルバム『Destination Moon』に「G.I.ジャイヴ」を収録した。